# Louis Couppé
Louis Couppé (Romorantin, 26 agosto 1850 – Douglas Park, 20 luglio 1926) è stato un arcivescovo cattolico francese.
Religioso della congregazione dei Missionari del Sacro Cuore di Gesù, missionario in Papuasia e Australia, è stato vicario apostolico di Nuova Pomerania.

## Biografia
Fu ordinato prete il 30 maggio 1874 e poi, desiderando consacrarsi all'apostolato missionario, abbracciò la vita religiosa tra i Missionari del Sacro Cuore di Gesù ed emise la sua professione dei voti il 25 luglio 1881.
Dopo essere stato espulso dalla Francia, si trasferì a Roma e divenne direttore dello studentato internazionale della sua congregazione.
Insieme con il suo confratello Enrico Verjus organizzò una spedizione missionaria nel Territorio della Papuasia ma, caduto malato, Verjus dovette restare a Marsiglia e Couppé ripiegò in Australia, dove fondò una procura per le missioni.
Raggiunse la Nuova Pomerania il 30 dicembre 1888 e il 28 dicembre 1889 fu nominato vescovo di Lero in partibus e vicario apostolico di Nuova Pomerania.
Lasciata la guida del vicariato, fu nominato arcivescovo di Gerapoli di Frigia. Si ritirò presso il noviziato della sua congregazione a Douglas Park, dove si spense.

## Genealogia episcopale
La genealogia episcopale è:
- Vescovo Johannes Wolfgang von Bodman
- Vescovo Marquard Rudolf von Rodt
- Vescovo Alessandro Sigismondo di Palatinato-Neuburg
- Vescovo Johann Jakob von Mayr
- Vescovo Giuseppe Ignazio Filippo d'Assia-Darmstadt
- Arcivescovo Clemente Venceslao di Sassonia
- Arcivescovo Massimiliano d'Asburgo-Lorena
- Vescovo Kaspar Max Droste zu Vischering
- Vescovo Joseph Louis Aloise von Hommer
- Vescovo Nicolas-Alexis Ondernard
- Vescovo Jean-Joseph Delplancq
- Cardinale Engelbert Sterckx
- Vescovo Jean-Joseph Faict
- Cardinale Pierre-Lambert Goossens
- Arcivescovo Louis Couppé, M.S.C.